# Echandens
Echandens ist eine politische Gemeinde im Distrikt Morges des Kantons Waadt in der Schweiz.

## Geographie
Echandens liegt auf 432 m ü. M., 4 km nordöstlich der Bezirkshauptstadt Morges (Luftlinie). Das Dorf erstreckt sich auf einem Geländevorsprung am Südosthang des Plateaus von Echandens, westlich der Venoge, im Waadtländer Mittelland, an aussichtsreicher Lage rund 50 m über dem Seespiegel des Genfersees.
Die Fläche des 3,9 km² grossen Gemeindegebiets umfasst einen Abschnitt im Waadtländer Mittelland. Der Hauptteil des Gebietes wird vom Plateau von Echandens eingenommen, auf dem bei Sur Sian mit 462 m ü. M. der höchste Punkt der Gemeinde erreicht wird. Dieses Plateau fällt nach Süden zur Talsenke von Denges, nach Osten zum Tal der Venoge ab. Diese bildet mit ihrem gewundenen Lauf die Ostgrenze. Im Norden umfasst der Gemeindeboden die beiden Waldgebiete Bois de la Côte und Bois Gondou rechts der Venoge. Von der Gemeindefläche entfielen 1997 28 % auf Siedlungen, 17 % auf Wald und Gehölze, 54 % auf Landwirtschaft und etwas weniger als 1 % war unproduktives Land.
Zu Echandens gehören grössere Gewerbe- und Industriezonen im Venogetal und der Weiler Les Abbesses (445 m ü. M.) am Rand des Plateaus von Echandens. Nachbargemeinden von Echandens sind im Norden Bussigny, im Osten Ecublens, im Süden Denges, im Südwesten Lonay und im Nordwesten Bremblens.

## Bevölkerung
Mit 2909 Einwohnern (Stand 31. Dezember 2023) gehört Echandens zu den mittelgrossen Gemeinden des Kantons Waadt. Von den Bewohnern sind 86,5 % französischsprachig, 5,8 % deutschsprachig und 1,9 % italienischsprachig (Stand 2000). Die Bevölkerungszahl von Echandens belief sich 1850 auf 354 Einwohner, 1900 auf 411 Einwohner. Seit 1950 (477 Einwohner) wurde eine rasante Bevölkerungszunahme mit einer Vervierfachung der Einwohnerzahl innerhalb von 50 Jahren verzeichnet.

## Wirtschaft
Echandens war bis in die zweite Hälfte des 20. Jahrhunderts ein vorwiegend durch die Landwirtschaft geprägtes Dorf. Heute hat der Ackerbau nur noch wenig Bedeutung in der Erwerbsstruktur der Bevölkerung. An den Südhängen des Plateaus von Echandens gibt es mehrere kleine Weinbaugebiete.
Im frühen 19. Jahrhundert entstanden an der Venoge zwei kantonale Pulvermühlen, seit 1822 wurde auch eine Getreidemühle betrieben. Die Schokoladenfabrik Kohler war um 1900 in Betrieb, heute zeugt nur noch der Quartiername La Chocolatière von der einstigen Schokoladenherstellung. Seit 1919 befand sich die Druckerei Nestlé in Echandens. Seit den 1960er Jahren wurden neue Gewerbe- und Industriezonen geschaffen, die zahlreiche Arbeitsplätze bieten. Zu den ortsansässigen Firmen gehören Betriebe der Metallverarbeitung, des Baugewerbes und der Telekommunikation. In den letzten Jahrzehnten hat sich das Dorf dank seiner attraktiven Lage zu einer Wohngemeinde entwickelt. Viele Erwerbstätige sind deshalb Wegpendler, die vor allem in Lausanne und Morges arbeiten.

## Verkehr
Die Gemeinde ist verkehrstechnisch gut erschlossen. Sie liegt oberhalb der Hauptstrasse von Morges nach Crissier. Durch das südliche Gemeindegebiet verläuft die 1964 eröffnete A1 (Genf-Lausanne). Die nächsten Anschlüsse befinden sich in Morges und in Crissier. Am 1. Juli 1855 wurde der Abschnitt Renens – Morges der Eisenbahnlinie Lausanne-Genf eingeweiht, die Haltestelle Denges-Echandens wurde jedoch erst 1890 eingeweiht. 1971 wurde unmittelbar südlich der Haltestelle der 75 Hektar grosse Rangierbahnhof Lausanne in Betrieb genommen.

## Geschichte
Das Gemeindegebiet von Echandens war schon sehr früh bewohnt, worauf Siedlungsspuren aus der Bronzezeit, ein Gräberfeld aus der La-Tène-Zeit sowie Funde aus der Römerzeit und dem Frühmittelalter schliessen lassen. Die erste urkundliche Erwähnung des Ortes erfolgte bereits im Jahr 853 unter dem Namen Escannens. Im 11. Jahrhundert erschien die Bezeichnung Eschagnens, danach folgten die Schreibweisen Schandens (1164), Scanneins (1165), Eschandens (1184) und Eschanens (1228). Der Ortsname geht wahrscheinlich auf den burgundischen Personennamen Scamna zurück und bedeutet bei den Leuten des Scamna.
Seit dem Mittelalter gehörte der eine Teil der Herrschaft Echandens dem Lausanner Domkapitel, der andere dem Bischof von Lausanne, der ihn den Edlen von Echandens als Lehen gab. Mit der Eroberung der Waadt durch Bern im Jahr 1536 kam das Dorf unter die Verwaltung der Vogtei Morges. Nach dem Zusammenbruch des Ancien Régime gehörte Echandens von 1798 bis 1803 während der Helvetik zum Kanton Léman, der anschliessend mit der Inkraftsetzung der Mediationsverfassung im Kanton Waadt aufging. 1798 wurde es dem Bezirk Morges zugeteilt.

## Sehenswürdigkeiten

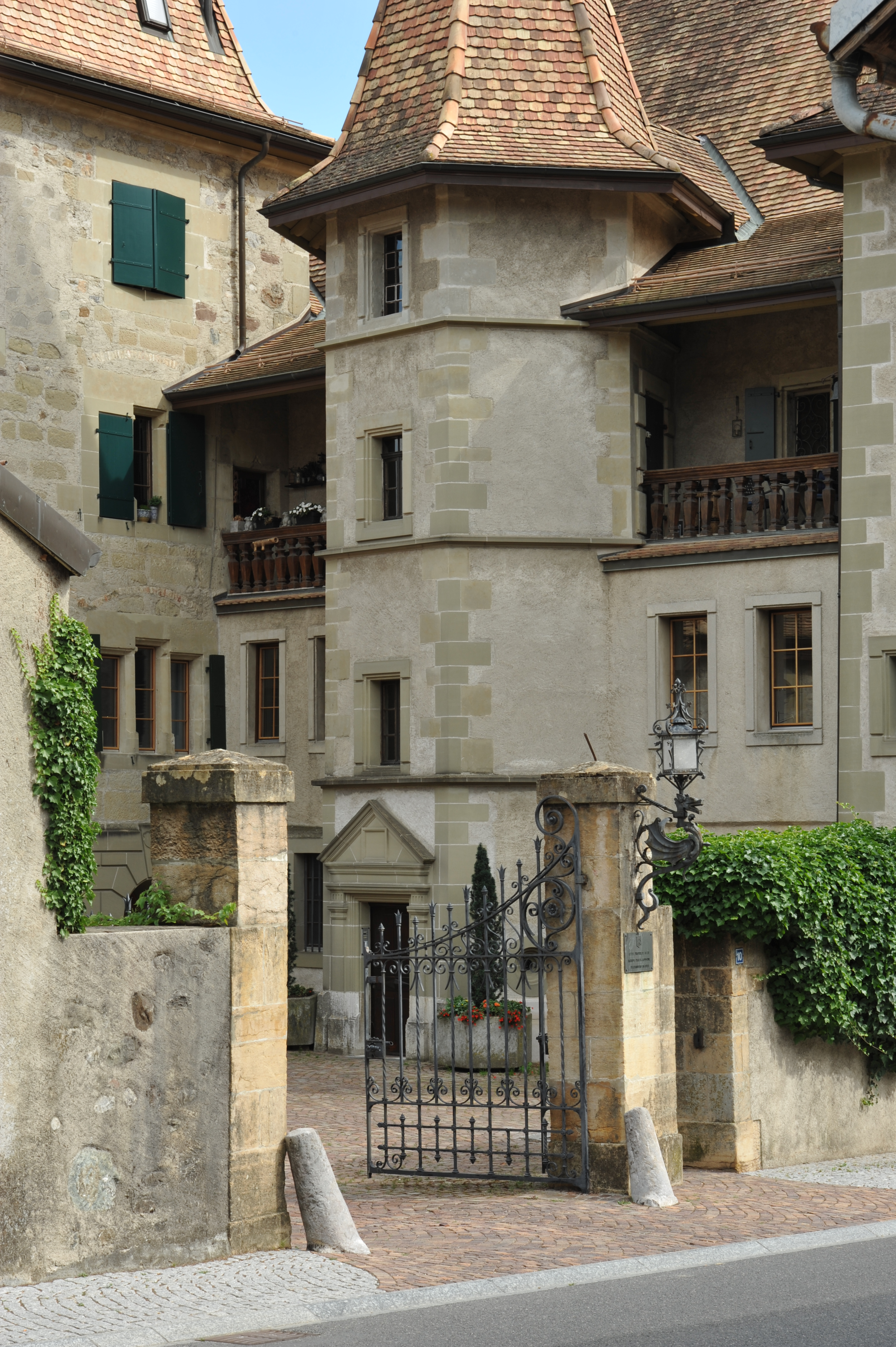
Schloss Echandens

Der heutige Bau der Pfarrkirche von Echandens, 1228 erstmals genannt, stammt von 1729. Das Schloss wurde im 16. und 17. Jahrhundert auf den Grundmauern einer mittelalterlichen Burg erbaut. Es zeigt eine Stilmischung aus Spätgotik und Renaissance und ist mit zahlreichen Türmchen, einem polygonalen Treppenturm und einem Renaissanceportal ausgestattet. Das Schloss ist heute Sitz der Gemeindeverwaltung. Im alten Ortskern sind noch einige Acker- und Weinbauernhäuser aus dem 18. und 19. Jahrhundert erhalten.